# インディアナ準州

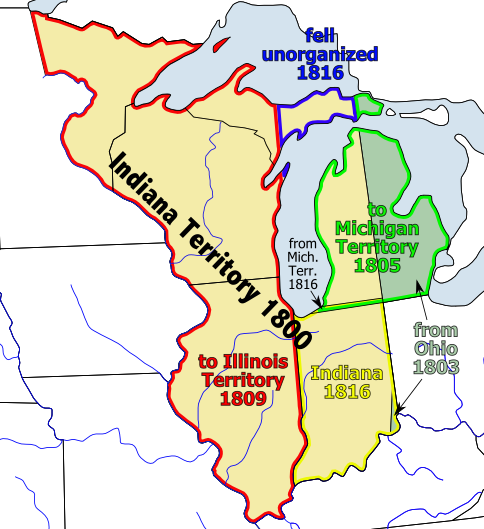
インディアナ準州の地図と領域変遷の様子

インディアナ準州（インディアナじゅんしゅう、英: Indiana Territory）は、1800年から1816年までのアメリカ合衆国の自治的領域(準州)である。
アメリカ合衆国議会法によって創出され、1800年5月7日にジョン・アダムズ大統領が署名して法律となり、7月4日に発効となった。1787年に北西部条例によって成立した北西部領土内から初めて分離した新しい領域となった。

## 当初の境界
当初のインディアナ準州の境界は北西部領土の領域のうち、グレート・マイアミ川の西で、インディアン湖（今日のオハイオ州ローガン郡）の水源から、西経83度45分の経線に沿って真っ直ぐ北に伸ばしたものであった。領域内には、当初の北西部領土の大半であった今日のインディアナ州、イリノイ州、ウィスコンシン州がそっくり含まれ、またミネソタ州の一部も入っていた。さらに今日のミシガン州ではアッパー半島のほぼ全部と、ロウアー半島の西半分も含まれており、ほんの一部ではあるが、今日のオハイオ州でグレート・マイアミ川の西も入っていた。この最後の部分は1803年にオハイオ州が成立した時、オハイオ州に組み込まれた。これと同時にミシガン州のロウアー半島東半分がインディアナ準州に組み入れられた。

## ルイジアナ領土の一部としての一時的な管理
1804年10月1日から1805年7月4日まで、ルイジアナ領土の一部として、インディアナ準州の知事や判事に対し、管理の権力が及んだ。
ルイジアナ領土は1763年から1803年までスペインの支配下にあり、一時的にフランスに所属した後、1803年にアメリカが買収したものであり、広大な地域であったのでローワー・ルイジアナとアッパー・ルイジアナの大きく2つの地区に分けて管理することになった。インディアナ準州はこのアッパー・ルイジアナ地区に組み込まれたものである。
一時的な政府を創設する法律の下で、インディアナ準州の知事や判事は1年に2回、セントルイスで会合に参加することとされた。
地区の住人は新しいアメリカ合衆国政府の取り決めの多くに従うものとされた。1805年7月4日、ミシシッピ川より西の領域がルイジアナ準州となり、インディアナ準州は元の領域と管理体制に戻った。
この期間に起こった注目すべき出来事はセントルイス条約の締結である。この条約で、ソーク族とフォックス族がミズーリの北東部、イリノイの北部およびウィスコンシンの南部をアメリカ合衆国政府に割譲した。この条約に対する不満から、インディアン達は1812年に始まった米英戦争でイギリス軍に組し、ミズーリ、オハイオ、およびミシシッピ各川の地域を襲った。また1832年にはブラック・ホーク戦争に突き進むことになった。
北西部条例で規定された奴隷制度の否定はインディアナ準州でも有効であり、ウィリアム・ハリソン知事は1802年に会議を招集し、否定条項の撤廃あるいは一時的な棚上げを提案した。アメリカ合衆国議会からの反応は1808年にあり、極めて明快であった。
「理性の発達と一般的な博愛心が奴隷制度を当然の帰結に向かわせているまさにこの時に、 . . .インディアナ準州は野蛮状態に逆戻りしているに違いない。」（請願書を宛てた議会委員会の報告書より）。請願は否決された。

## ミシガン準州とイリノイ準州の設立
インディアナ準州の領域は1805年のミシガン準州の設立と1809年のイリノイ準州の設立で小さくなった。1816年4月19日の権限付与法でインディアナ準州の人々が州を創設することを認め、約30の測量街区をミシガン準州からインディアナに移し、インディアナ州は現在の州境の中に留まるよう定めた。
1800年から1813年まで、準州の首都はビンセンヌであった。1813年から1816年まではコリドンが2代目の首都となり、州になってからも最初の州都となった。当初のインディアナ準州には3つの郡があった。セントクレア郡、ウェイン郡およびノックス郡であった。ノックス郡には今日のインディアナ州がすべて含まれていた。ウィリアム・ハリソンが1800年5月13日から1812年12月28日まで準州の知事を務めた。ジョン・ギブソンが準州秘書官であり、ハリソンが不在であった1800年6月4日から1801年1月10日まで、および1812年6月から1813年5月まで知事代行を務めた。トマス・ポージーが1813年5月3日に知事に指名され、初代州知事が1816年11月7日に就任宣誓を行うまで務めた。
1816年12月11日、インディアナはアメリカ合衆国第19番目の州に昇格した。初代知事はジョナサン・ジェニングズであった。